# Huisnes-sur-Mer

Huisnes-sur-Mer este o comună în departamentul Manche, Franța. În 1 ianuarie 2022 avea o populație de 168 de locuitori.